# Тян, Любомир Индекович
Любомир Индекович Тян (род. 25 мая 1959, Узбекская ССР, СССР) — российский государственный и политический деятель. Депутат Государственной Думы Российской Федерации IV (2003–2007) и V созыва (2011), депутат Законодательного Собрания Нижегородской области II и III созыва. Член партии «Единая Россия». Заслуженный работник пищевой индустрии Российской Федерации (Указ Президента РФ №571 В.В. Путина). Кандидат социологических наук.

## Биография
Любомир Тян родился 25 мая 1959 года в многодетной семье в Узбекской ССР, куда в 1937 его родителей (отца Ин-Дека Тяна и мать Марию Ким) депортировали из Дальневосточного края. В 1981 году окончил Казанский инженерно-строительный институт (КИСИ).
После окончания учёбы попал по распределению на Костарихинский завод железобетонных конструкций в городе Горький. За три года работы прошел путь от мастера до исполняющего обязанности директора завода. С 1984 по 1987 год работал главным механиком, позже главным инженером на военной базе в Горьком.
В 1991 году основал торгово-закупочную компанию ООО «СОРАКСАН». В 1994 году Любомир Тян основал Нижегородскую зерновую компанию «Линдек», который возглавлял до 2004 года.
В 1998 году избран депутатом Законодательного Собрания Нижегородской области II созыва по избирательному округу №14, в 2002 году депутатом Законодательного Собрания Нижегородской области III созыва. В апреле 2002 года назначен заместителем председателя Комитета Законодательного собрания по аграрным вопросам.
7 декабря 2003 года был избран депутатом Государственной Думы Федерального Собрания Российской Федерации IV созыва по Канавинскому одномандатному избирательному округу №120 Нижегородской области. В Думе вошел в состав фракции «Единая Россия», был заместителем председателя Комитета по аграрным вопросам. 3 августа 2011 года зарегистрирован в качестве депутата Государственной Думы V созыва.

## Законотворческая деятельность
С 2003 по 2007 год, в течение исполнения полномочий депутата Государственной Думы IV созыва, выступил соавтором 16 законодательных инициатив и поправок к проектам федеральных законов.

## Награды
- Орден Почёта (8 июня 1998 года) — за заслуги перед государством и многолетний добросовестный труд[7]
- Орден Русской православной церкви
- Медаль ООН «Участнику чрезвычайных гуманитарных операций»
- Орден «За дипломатические заслуги» (2004 год, Республика Корея)[8]
- Заслуженный работник пищевой индустрии Российской Федерации (3 мая 2007 года) — за заслуги в области пищевой индустрии и многолетний добросовестный труд[9]
- Почетная грамота Нижегородской области за становление благотворительности в регионе (2000)[10]
- Медаль «За заслуги в проведении Всероссийской сельскохозяйственной переписи в 2006 году» (2007)[11]
- Орден «Профессионал России» (2007)[12]
- Медаль «В память 800-летия Нижнего Новгорода»